# Bob Wyman
James Robert „Bob“ Wyman (* 27. April 1909 in West Ham, Greater London, Vereinigtes Königreich; † 25. Juni 1978 in Kingswood, Surrey, Vereinigtes Königreich) war ein britischer Eishockeyspieler und Eisschnellläufer, der unter anderem 1936 mit seinem Land im Eishockey Olympiasieger wurde.   

## Karriere
Bob Wyman begann seine Karriere als Eishockeyspieler in seiner britischen Heimat bei den Grosvenor House Canadians, für die er in der Saison 1933/34 in der English National League spielte. Von 1934 bis 1936 spielte er für die Wembley Canadians. Weitere Stationen waren die Richmond Hawks, Princes Ice Hockey Club und die Harringay Greyhounds. Im Zweiten Weltkrieg diente er in der Royal Navy. Nach Kriegsende spielte er noch für die Wembley Monarchs und Sussex, konnte jedoch nicht mehr an seine vorherige Form anknüpfen. 
Neben dem Eishockey war Wyman auch ein talentierter Eisschnellläufer. Er hielt den britischen Hallentitel über eine halbe Meile und gewann im Januar 1934 über 440 Yards auch den Rekord im Freien. 

### International
Für Großbritannien nahm Wyman an den Weltmeisterschaften 1935, 1938 und 1939. Zudem vertrat er sein Land bei den Olympischen Winterspielen 1936 in Garmisch-Partenkirchen, bei denen er mit seiner Mannschaft die Goldmedaille gewann. Das Turnier wurde zudem als Welt- und Europameisterschaft gewertet, weshalb er mit seiner Mannschaft diese Titel ebenfalls gewann. 1993 wurde er posthum in die British Ice Hockey Hall of Fame aufgenommen.

## Erfolge und Auszeichnungen
- 1935 Bronzemedaille bei der Weltmeisterschaft
- 1936 Goldmedaille bei den Olympischen Winterspielen
- 1938 Silbermedaille bei der Weltmeisterschaft
- 1993 Aufnahme in die British Ice Hockey Hall of Fame